# Calloplesiops altivelis
Calloplesiops altivelis är en fiskart som först beskrevs av Steindachner, 1903.  Calloplesiops altivelis ingår i släktet Calloplesiops och familjen Plesiopidae. Inga underarter finns listade.
Arten gömmer sig ofta i håligheter så att endast bakdelen är synlig. Fisken liknar så den rovlevande muränålen Gymnothorax meleagris. En fläck på ryggfenan efterliknar ett öga och mellanrummet mellan analfenan och stjärtfenan liknar en mun.